# Gambach (Bergatreute)
Gambach ist ein Weiler bei Bergatreute im Landkreis Ravensburg.

## Lage
Gambach liegt etwa 1 km nordwestlich von Bergatreute, am Westufer des Löffelmühleweihers durch den der Venusbach fließt und circa 350 m von der Ausfahrt Löffelmühle an der L 314 entfernt.
Gambach ist nicht direkt an das Radnetz Baden-Württemberg angeschlossen, die nächsten Zugänge befinden sich bei Gwigg und Bergatreute. Allerdings liegt Gambach direkt am Oberschwäbischen Jakobsweg.

## Geschichte
Gambach wurde erstmals 1094 (Kopie 14. Jahrhundert) urkundlich erwähnt. Im Jahr 1317, und möglicherweise noch im 16. Jahrhundert, traten Herren von Gambach auf. Der Ort war im Besitz des Klosters Weingarten.

## Sebastianskapelle
Die Sebastianskapelle in Gambach wurde im Jahr 1860 errichtet und befindet sich an der Landstraße nach Gwigg. Im Jahr 2002 erfolgte eine Restaurierung des Innen- und Außenbereichs. Die Vorgängerkapelle stand etwa 100 Meter entfernt auf dem heutigen Hofgelände Gresser.
Im Innenraum befinden sich unter anderem Figuren der Heiligen Laurentius, Sebastian und Wendelin aus dem 15. Jahrhundert, der heilige Nikolaus vom Anfang des 17. Jahrhunderts sowie die Heiligen Antonius, Benedikt und eine Mutter Anna aus dem 18. Jahrhundert. Eine Eligiusfigurengruppe ist auch im Innenraum. Ein Votivbild aus dem 19. Jahrhundert ist nicht mehr erhalten.